# Шимут-варташ
Шимут-варташ — верховный правитель (суккаль-мах) Элама, правивший около 1770—1768 годов до н. э., из династии Эпартидов. Младший брат Ширукдуха I. При Ширукдухе он, по традиции, был назначен управителем (суккалем) Элама и Симашки, а после смерти последнего занял трон верховного правителя.
Единственное прямое свидетельство о Шимут-варташе сохранилось на алебастровом цилиндре из храма богини Кириришы в Лийане (близ современного Бушира, на побережье Персидского залива). Шимут-варташ назначил своего племянника Сиве-палар-хуппака вице-регентом (суккалем Элама и Симашки), а другого племянника Кудузулуша I — управителем Суз.
Царствовал Шимут-варташ недолго, видимо, лишь до 1768 года до н. э. Вполне возможно, что утверждение в одной табличке из Мари о том, что, согласно письмам, захваченным в ходе одной небольшой стычки, «суккаль Суз» был убит, подразумевает именно Шимут-варташа.
| Династия Эпартидов (Суккаль-махи) |                                            |                             |
| Предшественник: Ширукдух I        | суккаль-мах Элама ок. 1770 — 1768 до н. э. | Преемник: Сиве-палар-хуппак |